# Полтавский горно-обогатительный комбинат

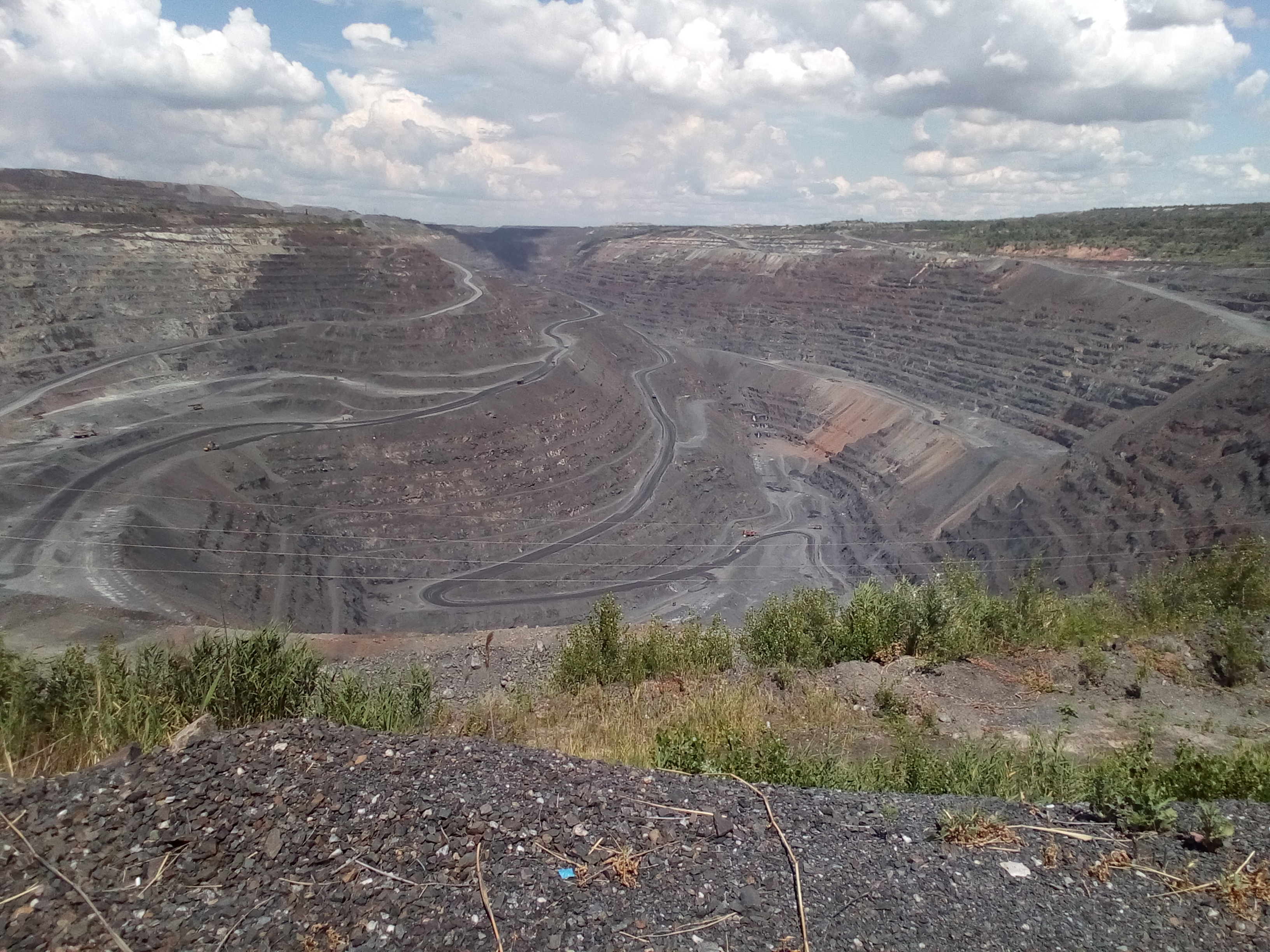
Карьер Полтавского горно-обогатительного комбината

Полтавский горно-обогатительный комбинат (укр. Полтавський гірничо-збагачувальний комбінат) — горно-обогатительный комбинат (ГОК) на Украине, производитель и экспортёр железорудных окатышей, применяемых в чёрной металлургии и производстве стали. Расположен в городе Горишние Плавни (Полтавская область).

## История

### 1970—1991
Первая очередь Днепровского горно-обогатительного комбината мощностью 15 млн тонн сырой железной руды и 7,35 млн тонн железорудного концентрата в год была введена в эксплуатацию в декабре 1970 года в УССР. Сырьём для ГОКа являлись железистые кварциты Горишне-Плавнинского месторождения Кременчугской магнитной аномалии. Обогащение руды производилось методом мокрой магнитной сепарации.
В состав комбината входили карьер, обогатительная фабрика и фабрика окомкования. В 1981 году комбинат получил новое название: «Полтавский горно-обогатительный комбинат».
В 1983 году Полтавский ГОК добыл 32,9 млн тонн сырой железной руды, которая была переработана в концентрат с 65%-м содержанием железа.

### После 1991 года
10 августа 1993 года Кабинет министров Украины внёс производственные помещения и склады комбината в перечень объектов, подлежащих охране подразделениями государственной службы охраны при МВД Украины.
В мае 1995 года Кабинет министров Украины включил комбинат в перечень предприятий, подлежащих приватизации в течение 1995 года.
В августе 1997 года комбинат был включён в перечень предприятий, имеющих стратегическое значение для экономики и безопасности Украины, но уже в июле 1998 года Кабинет министров Украины принял решение оставить в государственной собственности контрольный пакет (25 % + 1 акция) предприятия и разрешить приватизацию комбината.
В 2000 году ГОК произвёл 5,8 млн тонн окатышей (на 30 % больше по сравнению с 1999 годом), что составило 47 % от общего производства окатышей на Украине и завершил 2000 год с прибылью 63,3 млн гривен. 3 мая 2001 государственная компания «Украинские полиметаллы» с разрешения Кабинета министров Украины продала на ПФТС находившийся в управлении компании государственный пакет акций комбината за 18,837 млн гривен.
В июне 2001 года компания-посредник ООО «Он-лайн капитал» за 79,932 млн. гривен выкупила у Фонда государственного имущества Украины последние 6,59 % акций предприятия, остававшиеся в государственной собственности, после чего Полтавский ГОК перешёл под контроль группы банка «Финансы и кредит» Константина и Олега Жеваго.
В 2004 году комбинат произвёл 7 367 тыс. тонн окатышей (на 345,5 тыс. тонн больше, чем в 2003 году). В декабре 2004 года Антимонопольный комитет Украины разрешил швейцарской компании Ferrexpo AG сконцентрировать в своей собственности более 50 % акций Полтавского ГОКа, к концу 2005 года Ferrexpo AG принадлежали более 60 % акций комбината.
С 1 августа 2006 года Индексный комитет Первой фондовой торговой системы (ПФТС) добавил к «индексной корзине» акции ОАО «Полтавский ГОК».
В 2006 году комбинат произвёл 8,55 млн тонн окатышей и закончил 2006 год с чистой прибылью 141,629 млн гривен.
В августе 2007 года из состава комбината были выведены автодорожное и ремонтно-строительное управления, которые были преобразованы в два самостоятельных предприятия — в виде обществ с ограниченной ответственностью.
В октябре 2007 года уставный фонд ПАО «ПГОК» составлял 1 149 380 000 гривен. В октябре 2007 года комбинат получил все необходимые разрешения для начала разработки Еристовского железорудного месторождения. Необходимые для строительства нового карьера 100 млн долларов Константин Жеваго выручил летом 2007 года, разместив 25 % акций компании Ferrexpo Plc на Лондонской фондовой бирже.
В 2007 году комбинат произвёл 9,072 млн тонн окатышей.
Начавшийся в 2008 году экономический кризис осложнил положение предприятия, в четвёртом квартале 2008 года было принято решение о сокращении объёмов производства.
В 2009 году комбинат увеличил производство до 10,564 млн тонн окатышей.
Полтавский ГОК стал заказчиком и местом эксплуатационных испытаний для новых образцов автомашин Кременчугского автозавода (в том числе, специализированных). В 2010 году на комбинат были поставлены 8 грузовиков КрАЗ. В 2010 году комбинат произвёл 10,081 млн. тонн окатышей и закончил 2010 год с чистой прибылью 737,8 млн гривен.
В первом полугодии 2011 года комбинат получил ещё один специализированный КрАЗ-65055. В 2011 году комбинат произвёл 9,834 млн тонн окатышей и закончил 2011 год с чистой прибылью 2 млрд. 237,69 млн гривен.
В первом полугодии 2012 года «АвтоКрАЗ» поставил комбинату 10 грузовиков КрАЗ и партию 120-мм мельничных шаров, применяемых для измельчения руды при производстве окатышей. 2012 год комбинат закончил с чистой прибылью 431,595 млн гривен.
2013 год комбинат закончил с чистой прибылью 378,565 млн гривен.
2014 год комбинат закончил с убытком 1,734 млрд гривен.
В 2018 году чистая прибыль увеличилась на 20 % по сравнению с предыдущим годом и составила 5,1 млрд гривен.
В 2019 году Ferrexpo AG сконцентрировала 100 % акций Полтавского ГОКа благодаря выкупу акций у миноритарных акционеров (ранее Ferrexpo владела 99,1 % акций Полтавского ГОКа). Ferrexpo планировала инвестировать около 35 млн долларов в программу расширения концентратора 1 («CEP1»), чтобы увеличить к 2021 году производство окатышей на 13 %, до 12 млн т в год.
В 2020 году был запущен новый технологический комплекс по производству готовой продукции — «Секция № 9» обогатительной фабрики. Реализация проекта позволит увеличить мощность предприятия до 15 млн т концентрата в год.

## Современное состояние
Полтавский ГОК имеет полный технологический цикл — от добычи сырой руды до производства железорудных окатышей — подготовленного сырья для металлургических заводов.
Переработка руды, производство концентрата и окатышей производится на перерабатывающем комплексе, состоящем из дробильной, обогатительной фабрик и цеха производства окатышей.
Сырьевая база комбината — два месторождения Кременчугской магнитной аномалии (Горишне-Плавнинское и Лавриковское), разрабатываемые одним карьером Днепровского рудника.

## Продукция
- окатыши железорудные неофлюсованные
- щебень из вмещающих горных пород и отходов сухого магнитного обогащения железистых кварцитов
- изделия из чугунного литья
- изделия из стального литья
- брусчатка гранитная
- втулки
- отливки из специального чугуна
- отливки из стали
- трубы коррозионностойкие (нержавеющие)

## Объемы производства
2018 год:
- железная руда — 27083 тыс. т
- концентрат — 12750 тыс. т
- окатыши из собственной руды — 10506 тыс. т
- окатыши из полученного концентрата — 101 тыс. т
- общий объем производства окатышей — 10607 тыс. т

2019 год:
- железная руда — 32520 тыс. т
- концентрат — 13100 тыс. т
- окатыши из собственной руды — 10510 тыс. т
- общий объем производства окатышей — 10510 тыс. т

2020 год:
- железная руда — 29723 тыс. т
- концентрат — 14007 тыс. т
- окатыши из собственной руды — 11218 тыс. т
- общий объем производства окатышей — 11218 тыс. т

## Услуги
- транспортные
- ремонтно-строительные
- отпуск тепловой энергии для промышленных потребителей
- передача через свои сети электроэнергии субабонентам (небольшим промышленным потребителям)

## Отрасли
- геология и разведка недр, геодезическая и гидрометеорологическая службы
- машиностроение и металлообработка
- чёрная металлургия